# Rainer Strohbach
Rainer Strohbach (n. 17 aprilie 1958, Dresda, RDG) este un înotător ce a reprezentat Germania, medaliat olimpic. A participat la 2 ediții ale Jocurilor Olimpice (1976, 1980) în care a câștigat o medalie de argint.